# Леоберту-Леал
Леоберту-Леал (порт. Leoberto Leal) — муниципалитет в Бразилии, входит в штат Санта-Катарина. Составная часть мезорегиона Гранди-Флорианополис. Входит в экономико-статистический микрорегион Тижукас. Население составляет 3348 человек на 2006 год. Занимает площадь 291,191 км². Плотность населения — 11,5 чел./км².

## История
Город основан 12 декабря 1962 года.

## Статистика
- Валовой внутренний продукт на 2003 составляет 29.841.518,00 реалов (данные: Бразильский институт географии и статистики).
- Валовой внутренний продукт на душу населения на 2003 составляет 8.460,88 реалов (данные: Бразильский институт географии и статистики).
- Индекс развития человеческого потенциала на 2000 составляет 0,748 (данные: Программа развития ООН).

## География
Климат местности: субтропический.